# Michael Jäger (Politiker, 1513)
Michael Jäger (* 1513; † 26. Mai 1566) war ein promovierter Jurist (Doctor juris utriusque) und habilitierter Bürgermeister von Freiberg.

## Leben
Michael Jäger kam aus Annaberg. Jäger sei ein „hochverständiger Mann“ und „besonderer Liebhaber gelehrter Leute“ gewesen, wie Hieronymus Weller schrieb. Am 29. September 1540 wurde er in Freiberg Syndikus. Seit 1552 im Rat, wurde er 1554, 1555, 1558, 1561 und 1564 Bürgermeister.
Jäger heiratete die Tochter bzw. das einzige Kind des Ehepaares Anna Kitzler und Hans Alnpeck (* 1484). Als Jägers letzte Ehefrau ist Justine (geb. Tretwein) überliefert. Sie heiratete nach Jägers Tod den späteren Zittauer Bürgermeister Prokopius Naso.
Als Epitaph schrieb ihm Fabricius:

„Michael vera praestans virtute Jegerus, consulis hic digno functus honore iacet,
qui studiis mores similes et honoribus artes, civibus et patriae qui bona multa tulit.
Nam bene de cunctis fuit iili cura merendi, deque pia vehemens sollicitudo schola.
exutus carnis vinclis et corpore, vivit mente, fruens coeli munere, luce DEI.“

„Der von wahrer Tugend ausgezeichnete Michael Jäger liegt hier mit der Ehre gewürdigt,
als Konsul gedient zu haben, dessen studierter Führungscharakter bei den Bürgern und Vätern viel Gutes bewirkte.
Denn für jeden sorgte er gut und kümmerte sich fromm und intensiv um die Schule.
Von den Fesseln des Fleisches und des Körpers befreit, lebt er im Geiste und genießt die Gabe des Himmels im Licht Gottes.“

Der Freiberger Gymnasialrektor Adam Siber schrieb ein Jäger lobendes lateinisches Gedicht, in dem auch Hieronymus Weller und Valentinus Graevius Anerkennung genossen.
Übersetzung (in Alexandrinern) der auf Jäger bezogenen zweiten Hälfte Sibers Gedichtes:

„Und du, o Jäger, einst als Freund mir eng verbunden, Als wir mit Lust besucht der Musen Heiligthum,
Du wardst als Consul traun der Männer werth befunden, Durch deren Rath sich mehrt der Bürger alter Ruhm.
Die, Freiberg, möcht ich mehr als die Metalle ehren, Als deine Nymphen und Gebäude und dein Bier,
O mögen sich die Reihn der Wackern dir vermehren, Sie sind der schönen Stadt doch ihre schönste Zier.“